# Malice in Wonderland (мультфильм)
Malice In Wonderland — короткометражный мультикапликационный фильм американского режиссёра Винсента Коллинза и мультипликатора Мивако Коллинз, относящийся к независимой анимации в США. Фильм является реминисценцией на книгу Льюиса Кэрролла «Алиса в Стране чудес» и демонстрирует сюрреалистические образы и агрессивный стиль анимации. Длительность фильма — 4 минуты.

## Сюжет
Белый Кролик с реактивным двигателем влетает через вульву лежащей на спине женщины в Страну чудес, где люди и объекты выворачиваются наизнанку, с бешеной скоростью меняют форму и сущность. События приблизительно соответствуют описываемым в книге Льюиса Кэрролла «Алиса в Стране чудес». Появляются образы как самой Алисы, так и Синей Гусеницы, Чеширского Кота, Болванщика и Королевы. Часто образы и символы имеют сексуальный характер. В конце Алиса произносит: Oh, I've had such a curious dream! (в русском переводе: «Какой мне странный сон приснился!»).